# Matriu de Cauchy
En matemàtiques, una matriu de Cauchy, anomenada després d'Augustin-Louis Cauchy, és una matriu m × n amb elements a ij en la forma
{\displaystyle a_{ij}={\frac {1}{x_{i}-y_{j}}};\quad x_{i}-y_{j}\neq 0,\quad 1\leq i\leq m,\quad 1\leq j\leq n}
on {\displaystyle x_{i}} i {\displaystyle y_{j}} són elements d'un camp {\displaystyle {\mathcal {F}}}, i {\displaystyle (x_{i})} i {\displaystyle (y_{j})} són seqüències injectives (contenen elements diferents).
La matriu de Hilbert és un cas especial de la matriu de Cauchy, on
{\displaystyle x_{i}-y_{j}=i+j-1.\;}
Cada submatriu d'una matriu de Cauchy és en si mateixa una matriu de Cauchy.
{\displaystyle D_{n}={\begin{vmatrix}{\frac {1}{a_{1}+b_{1}}}&{\frac {1}{a_{1}+b_{2}}}&\dots &{\frac {1}{a_{1}+b_{n}}}\\{\frac {1}{a_{2}+b_{1}}}&{\frac {1}{a_{2}+b_{2}}}&\dots &{\frac {1}{a_{2}+b_{n}}}\\\vdots &\vdots &&\vdots \\{\frac {1}{a_{n}+b_{1}}}&{\frac {1}{a_{n}+b_{2}}}&\dots &{\frac {1}{a_{n}+b_{n}}}\end{vmatrix}}}

## Determinants de Cauchy
El determinant d'una matriu de Cauchy és clarament una fracció racional en els paràmetres {\displaystyle (x_{i})} i {\displaystyle (y_{j})}. Si les seqüències no fossin injectives, el determinant s'esvairia, i tendeix a l'infinit si n'hi ha {\displaystyle x_{i}} Tendeix a {\displaystyle y_{j}}. Així es coneix un subconjunt dels seus zeros i pols. El fet és que ja no hi ha zeros i pols:
El determinant d'una matriu de Cauchy quadrada A es coneix com a determinant de Cauchy i es pot donar de manera explícita com a
{\displaystyle \det \mathbf {A} ={{\prod _{i=2}^{n}\prod _{j=1}^{i-1}(x_{i}-x_{j})(y_{j}-y_{i})} \over {\prod _{i=1}^{n}\prod _{j=1}^{n}(x_{i}-y_{j})}}}  (Schechter 1959, eq. 4; Cauchy 1841, pàg. 154, eq. 10).
Sempre és diferent de zero i, per tant, totes les matrius de Cauchy quadrades són invertibles. La inversa A −1 = B = [b ij ] ve donada per
{\displaystyle b_{ij}=(x_{j}-y_{i})A_{j}(y_{i})B_{i}(x_{j})\,}    (Schechter 1959, Teorema 1)
on A i (x) i B i (x) són els polinomis de Lagrange per {\displaystyle (x_{i})} i {\displaystyle (y_{j})}, respectivament. Això és,
{\displaystyle A_{i}(x)={\frac {A(x)}{A^{\prime }(x_{i})(x-x_{i})}}\quad {\text{i}}\quad B_{i}(x)={\frac {B(x)}{B^{\prime }(y_{i})(x-y_{i})}},}
amb
{\displaystyle A(x)=\prod _{i=1}^{n}(x-x_{i})\quad {\text{i}}\quad B(x)=\prod _{i=1}^{n}(x-y_{i}).}